# Trofej podmlatka HNS-a
Trofej podmlatka najviša je nagrada Hrvatskog nogometnog saveza utemeljena 10. prosinca 1977. godine. Trofej "Lik nogometaša" izrađen u bronci s mramornim postoljem, rad akademskog kipara Marijana Zaradića dodjeljuje se svake godine pojedincima i organizacijama, odnosno udrugama i institucijama kao nagrada za životno djelo u nogometnom sportu, odnosno za izniman doprinos razvoju nogometnog sporta u Republici Hrvatskoj.

### Dobitnici nagrade
| Godina | Dobitnici |
| ------ | --- |
| 1979.  | - Luka Kaliterna, Split - Mato Utvić, Slavonski Brod - HNK Rijeka, Rijeka - OŠ Krešo Rakić, Zagreb |
| 1980.  | - Milan Adamović, Osijek - Bruno Knežević, Zagreb - Ante Mladinić, Split - Branko Čavlović, Karlovac - HNK Hajduk, Split |
| 1981.  | - Ivica Smolčić, Rijeka - Stojan Mileta, Šibenik - Antun Kasa, Osijek - Miljenko Šegvić, Split - Ante Pavlović, Zagreb |
| 1982.  | - Josip Vidolin, Zagreb - Marin Katalinić, Trogir - Josip Bencetić, Nova Gradiška |
| 1983.  | - Dragutin Kršek, Zagreb - Dušan Antonić, Zagreb - Jozo Dragaš, Pula - Antun Oljica, Varaždin - NK Borovo, Borovo |
| 1984.  | - Josip Kezdi, Borovo - Ivan Alujević, Split - Dragutin Tkalčec, Zagreb - Mirko Jozić, Zagreb |
| 1985.  | - Ante Blašković, Pula - Milan Blažević, Rijeka - Branko Nikolić, Osijek |
| 1986.  | - Dragutin Drvodelić, Duga Resa - Stevan Vilotić, Beograd - NSO Split |
| 1987.  | - Zorislav Srebrić, Zagreb - NSO Slavonska Požega |
| 1988.  | - Dragutin Krizmanić, Slavonski Brod Andrija Vekić, Osijek |
| 1989.  | - Aleksandar Rupnik, Osijek - Stjepan Topoljnjak, Čakovec |
| 1990.  | - Ivo Eterović, Split - Đuro Pintarić, Zagreb - NK Varteks - škola nogometa, Varaždin |
| 1991.  | nije dodijeljena |
| 1992.  | nije dodijeljena |
| 1993.  | nije dodijeljena |
| 1994.  | - Domagoj Kapetanović, Zagreb - Ivan Marković - Đalma, Zagreb - Zlatko Papec, Split |
| 1995.  | - Vojmir Kačić, Split - Zdenko Kobešćak, Zagreb - Zagrebački nogometni savez, Zagreb |
| 1996.  | nije dodijeljena |
| 1997.  | nije dodijeljena |
| 1998.  | nije dodijeljena |
| 1999.  | nije dodijeljena |
| 2000.  | nije dodijeljena |
| 2001.  | - Joseph S. Blatter, Nyon, Švicarska |
| 2002.  | nije dodijeljena |
| 2003.  | nije dodijeljena |
| 2004.  | - NS Osijek, Osijek - NK Dinamo - škola nogometa, Zagreb - Stanko Bubanj, Zagreb - Petar Bujević, Zagreb - Martin Novoselac, Zagreb - Franjo Požgaj, Čakovec |
| 2005.  | - Pero Dujmović, Zagreb - Karlo Kruljac, Rijeka - Lennart Johansson, Nyon, Švicarska - Vlatko Marković, Zagreb |
| 2006.  | nije dodijeljena |
| 2007.  | nije dodijeljena |
| 2008.  | - Franjo Kolar, Koprivnica - Miroslav Župančić, Zagreb - Branko Karapandža, Osijek - Paško Viđak, Split - Mladen Wacha, Zagreb - Dragutin Katalenić, Čakovec - Petar Nadoveza, Šibenik - Pero Šarić, Zagreb - Darko Draženović, Sisak - HNK Šibenik, Šibenik - Županijski nogometni savez Brodsko-posavski, Slavonski Brod - Sportske novosti, Zagreb - Hrvatski olimpijski odbor, Zagreb |
| 2009.  | - NK Neretva, Metković - Josip Perković, Karlovac - Branko Megla, Zagreb - Branko Kaptalan, Belišće |
| 2010.  | nije dodijeljena |
| 2011.  | nije dodijeljena |
| 2012.  | nije dodijeljena |
| 2013.  | nije dodijeljena |
| 2014.  | nije dodijeljena |
| 2015.  | - Ivica Grnja, Osijek - Ante Ivković, Split - Ivica Perković, Zagreb |
| 2016.  | nije dodijeljena |
| 2017.  | - Željko Huber, Osijek - Stanislav Vugrinec, Varaždin |
| 2018.  | - Rudolf Krznarić, Kutina - Stjepan Benić, Karlovac - Milan Đuričić, Osijek - Josip Pirić, Split |
| 2019.  | - Vlado Bilić, Osijek - Stjepan Ilić, Metković - Boris Nemec, Varaždin - Antun Prce, Metković |
| 2020.  | - Zlatko Nakić, Šibenik - Ljubomir Španjol, Rijeka |
| 2021.  | nije dodijeljena |
| 2022.  | nije dodijeljena |
| 2023.  | - Mladen Vlahović, Farkaševac - Ivan Šutalo, Osijek |

## Vanjske poveznice
- Službene stranice